# ويليام لوثر رودس
ويليام لوثر رودس (بالإنجليزية: William Luther Rhodes)‏ هو قاضي أمريكي، ولد في 14 مايو 1918، وتوفي في 1986.